# Sciurotamias davidianus
La ardilla gris, ardilla de roca china o ardilla de roca del Padre David  (Sciurotamias davidianus) es una especie de roedor de la familia Sciuridae.

## Distribución geográfica
Es  endémica de China.